# セブンネットショッピング
セブンネットショッピングは、セブン&アイ・ホールディングスグループ（設立当初はセブン-イレブン・ジャパン）とYahoo! JAPANが共同提携で行うインターネットによる書籍・CD・DVD・BDの通販サイトである。運営会社は株式会社セブン&アイ・ネットメディアで、2014年2月までは株式会社セブンネットショッピング（旧商号・セブンアンドワイ株式会社）が運営していた。

## 沿革
1999年8月24日に、ソフトバンク、セブン-イレブン・ジャパン、トーハン、ヤフーの合弁会社としてイー・ショッピング・ブックス株式会社を設立。同年11月24日に、書籍のネットショッピングサイト「esbooks」としてスタートした。その後、2001年12月5日にヤフーの子会社となる。
2004年12月15日に、CDやDVDやBDの販売まで取扱サービス拡大して、サービスの名称を「セブンアンドワイ」（7&Y）とした。その後、2005年1月5日には、運営会社の社名もイー・ショッピング・ブックス株式会社からセブンアンドワイ株式会社に変更。
2006年2月14日に、セブン-イレブン・ジャパンが出資比率を引き上げ、ヤフーの子会社からセブン-イレブン・ジャパンの子会社となり、セブン&アイ・ホールディングスのグループに加わる。
2008年7月11日に、セブン&アイ・ホールディングスが、IT関連事業の統括を目的として、セブン&アイ・ネットメディアを設立。同年9月1日に、セブン-イレブン・ジャパンが所有する株式をセブン&アイ・ネットメディアに譲渡し、セブン&アイ・ネットメディアの子会社となる。
2009年12月7日に、セブンアンドワイ株式会社から株式会社セブンネットショッピングに再び商号変更。翌12月8日に、サービス（サイト）の名称を、セブンアンドワイから「セブンネットショッピング」にしたうえで、「イトーヨーカドーネット通販」などセブン&アイ・ホールディングスのグループ各社が運営していたネットショッピングサイトを統合。グループとして構想する流通クラウドポータルの足がかりとする計画。
2013年10月23日に、セブンネットショッピングでカード情報を含む個人情報が漏洩した可能性があると発表した。なお、同年6月頃より、カード会社から「サイト利用者の情報が漏洩されているのでは」と指摘されてきたにもかかわらず、事実を認めようとせず、また同日の発表も、即日サイトのプレスリリースから消す等の方法を通し個人情報漏洩の隠蔽を行った
2014年3月1日付で親会社のセブン&アイ・ネットメディアがセブンネットショッピングを吸収合併、セブンネットショッピングはセブン&アイ・ネットメディアが直接運営することになった。
2015年11月1日には、セブン&アイ・ホールディングスの総合ショッピングサイト「オムニ7（OMNI7）」のグランドオープンに併せてリニューアルされ、「オムニ7」内の1ショップとなった。その際、「みんなのクチコミ」などマイページの一部機能を廃止したほか、取扱品目についてもおもちゃ・ホビー、コスメ&ヘルスケア、生活雑貨・ペット用品、ファッション&雑貨、食品・お取り寄せの取り扱いを同年10月31日をもって終了し、「オムニ7」内の「イトーヨーカドー ネット通販」へ移管した。

## 特長
- 本・CD・DVD・BDが、セブン-イレブン店頭受け取りで送料無料になる（セブン-イレブン店頭受け取りの場合値段に関係なく送料無料である）。また宅配においても、1,500円以上の注文で送料無料になる（分割配送でも無料）。なお、「オムニ7」への移行に伴い、セブン-イレブンに加え、イトーヨーカドー・西武・そごう・アカチャンホンポ・ヨークベニマル・ヨークマート・ロフトなどのセブン&アイのグループ店舗でも店頭受け取りが可能となった。
- 店頭受け取りの場合、支払いに現金かnanacoが選択できる。
- 事前にポイント利用登録を行うことにより、nanacoポイントを貯める事ができる。ただし、ポイントの付与は税抜きの合計金額に対してではなく、1商品ごとの税抜き金額に対して付与される。2015年11月のリニューアル後はnanacoやモバイルnanacoを保有していなくてもnanacoポイントを使用することができるようなった。
- ほぼ例外なく、DVDには割引（最大70%）がある。
- 「DVD」のカテゴリには、ニンテンドーDSやWiiの本体やゲームソフトも含まれていたが、2015年11月のリニューアル後は「TV・携帯ゲーム」のカテゴリ内に「DS・3DS」、「Wii・Wii U」と個別のカテゴリが設定されるようになっている。
- 雑誌の定期購読の申し込みができる。
- Yahoo!ショッピングに出店しており、Yahoo! JAPAN IDが使える。Yahoo!ショッピングに出店しているサイトではYahoo!ポイントが購入金額に応じて付与される。
- 注文後60分以内であればキャンセルが可能。
- みんなの書店では登録をしている人が店を出し、商品を紹介することで順位を競うことができる。
- 「セブンネットショッピング」で取り扱うカテゴリに関連した企業が出店する「メーカーストア」が設けられており、出版社、レコード会社、ゲームソフト会社、芸能事務所などが参加している。また、企業名の店舗の他に、特定のカテゴリに特化した専門店もいくつか存在する。

## 事件
- セブンネット個人情報漏洩隠蔽事件　2013年10月23日、セブンネットショッピングで、なりすましによる不正アクセスで氏名や住所、クレジットカード情報（カード番号と有効期限）を含む個人情報約15万件が漏洩した可能性があると発表した。[4]。

## コマーシャル・イメージキャラクター
- 三船美佳（2009年～2010年春頃）
- 倖田來未（2010年夏～）[5]
- V6（2017年3月および8月）[6]
- Kis-My-Ft2（2018年4月 - 5月）[7]
- 向井康二・阿部亮平（2021年1月～）[8][9]